# REFRAIN
「REFRAIN」（リフレイン）は、宮野真守のメジャー4枚目、通算5作目のシングル。2009年10月21日にキングレコードから発売された。

## 概要
前作「J☆S」から約3ヶ月ぶりのリリースであり、2009年2作目のリリース作品。プロデューサーにJ-POP界のヒットメーカーJin Nakamuraを迎え、自身初となる作詞に挑戦している。
「REFRAIN」のPVは、2ndアルバム『WONDER』の付属DVDに収録されている。3曲目の「蒼ノ翼」は、PSPゲーム『うたの☆プリンスさまっ♪』のテーマソングとして使用された。また、「蒼ノ翼」は、Elements Gardenと初タッグしたアップ・チューンで、CDジャーナルは、「勢いに流されることなく、その世界観を繊細に表現している。」と評した。

## 収録曲
1. REFRAIN [4:50]
作詞：宮野真守、作曲・編曲：Jin Nakamura
2. トロイメライ [4:12]
作詞・作曲：成本智美、編曲：市川淳
3. 蒼ノ翼 [4:05]
作詞・作曲：上松範康(Elements Garden)、編曲：藤田淳平(Elements Garden)
  - PSP用ゲーム『うたの☆プリンスさまっ♪』テーマソング

## 収録アルバム
| 曲名    | 収録アルバム | 発売日       | 備考                  |
| ------- | ------------ | ------------ | --------------------- |
| REFRAIN | 『WONDER』   | 2010年8月4日 | 2ndオリジナルアルバム |
| 蒼ノ翼  | 『WONDER』   | 2010年8月4日 | 2ndオリジナルアルバム |